# Hortus deliciarum

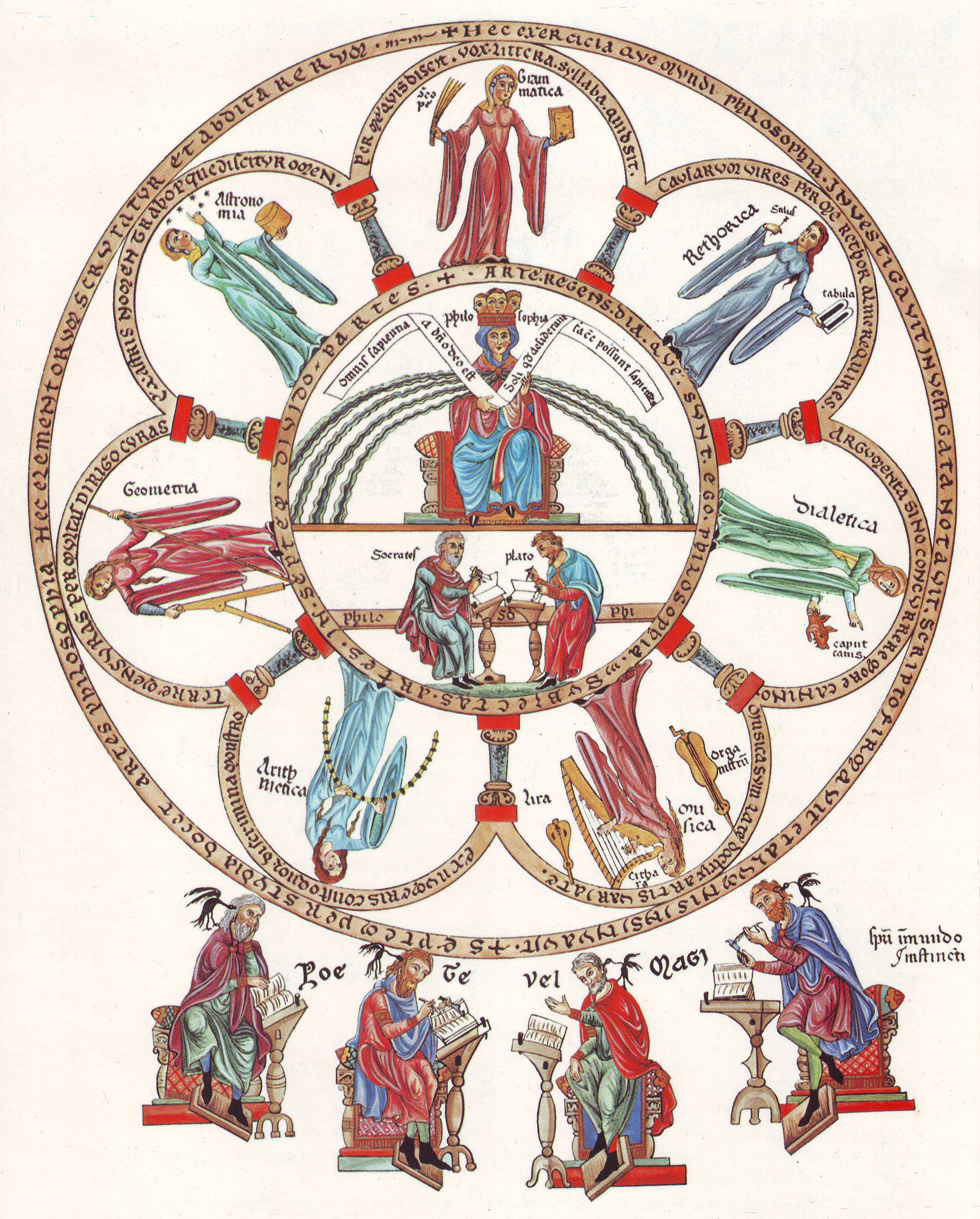
As sete artes liberias, conforme ilustrado no Hortus deliciarum.

Hortus deliciarum (em português, Jardim de Delícias) é uma iluminura medieval compilada por Herrad de Landsberg na Abadia de Hohenburg, na Alsácia, Sacro Império Romano-Germânico. Iniciado em 1167 e concluído em  1185, serviu como um material pedagógico para as noviças do mosteiro. Foi a primeira enciclopédia claramente escrita por uma mulher, sendo um dos mais renomados manuscritos do período.
A maior parte do manuscrito não é original, mas uma compilação do conhecimento do século XII. O manuscrito contém poemas, ilustrações, músicas e desenhos de textos clássicos dos escritores árabes. Textos de outras fontes incluiam poemas de Herrad, dedicados às freiras, sendo que quase todos eram musicados. A parte mais famosa do manuscrito são suas 336  ilustrações, que se referem a vários temas teológicos, filosóficos e literários.
O manuscrito foi destruído em 1870, durante o Cerco de Estrasburgo, quando a biblioteca do proprietário foi atingida. Foi possível reconstruir partes do manuscrito que haviam sido copiadas e estavam disponíveis em várias fontes. Christian Maurice Engelhardt copiou miniaturas em 1818, e o texto foi copiado e publicado por Straub e Keller, entre 1879 e 1899.